# Mimoni v Americe
Mimoni v Americe (v anglickém originále Aliens in America) je americký televizní sitcom, jehož autory jsou David Guarascio a Moses Port. Premiérově byl vysílán v letech 2007–2008 na stanici The CW. Celkově bylo natočeno 18 dílů, po první řadě byl kvůli nízké sledovanosti zrušen.

## Příběh
Středoškolák Justin Tolchuk je nenápadný kluk, který se snaží získat popularitu na své škole ve fiktivním městečku Medora ve Wisconsinu. Bydlí se svou matkou Franny, která chce, aby její syn byl „cool“ a oblíbený, s otcem Garym, manažerem, a se sestrou Claire, která je ve škole oblíbená a která mezi spolužáky raději dělá, že svého bratra nezná, aby neztratila svou popularitu. Školní psycholog doporučí rodině, aby přijala zahraničního výměnného studenta, což rodina ráda přijme. Myslí si, že přijede nějaký sympatický a urostlý Evropan, který pomůže Justinovi stát se ve škole populárním. Proto jsou zaraženi, když přijede Rádža Mušaraf, šestnáctiletý muslim z Pákistánu. I přes počáteční rozhořčení a velké kulturní rozdíly si ho nakonec rodina oblíbí a Justin a Rádža se spřátelí, což jim pomůže přežívat na jejich střední škole.

## Obsazení
| Dan Byrd        | Justin Tolchuk                             |
| Adhir Kalyan    | Rádža Mušaraf (v originále Raja Musharaff) |
| Amy Pietz       | Franny Tolchuková                          |
| Lindsey Shaw    | Claire Tolchuková                          |
| Scott Patterson | Gary Tolchuk                               |

## Vysílání
| Řada | Díly | Premiéra v USA | Premiéra v USA  | Premiéra v ČR  | Premiéra v ČR   |
| Řada | Díly | První díl      | Poslední díl    | První díl      | Poslední díl    |
| ---- | ---- | -------------- | --------------- | -------------- | --------------- |
| 1    | 18   | 1. října 2007  | 18. května 2008 | 10. ledna 2010 | 20. března 2010 |